# Dobroše
Dobroše (německy Dobrassen) jsou malá vesnice a část obce Odrava v okrese Cheb v Karlovarském kraji. Nachází se asi dva kilometry severovýchodně od Odravy. Dobroše jsou také název katastrálního území o rozloze 1,07 km².

## Historie
První písemná zmínka o vesnici pochází z roku 1313.

## Obyvatelstvo
Při sčítání lidu v roce 1921 zde žilo 34 obyvatel, všichni německé národnosti. Všichni se hlásili k římskokatolické církvi.
| Rok            | 1869 | 1880 | 1890 | 1900 | 1910 | 1921 | 1930 | 1950 | 1961 | 1970 | 1980 | 1991 | 2001 | 2011 | 2021 |
| -------------- | ---- | ---- | ---- | ---- | ---- | ---- | ---- | ---- | ---- | ---- | ---- | ---- | ---- | ---- | ---- |
| Počet obyvatel | 54   | 62   | 46   | 47   | 37   | 34   | 74   | 50   | 26   | 20   | 23   | 18   | 12   | 11   | 22   |
| Počet domů     | 8    | 9    | 10   | 6    | 6    | 6    | 10   | 12   | —    | 5    | 6    | 6    | 6    | 9    | 13   |

## Obecní správa
Při sčítání lidu v letech 1850–1959 Dobroše byly osadou obce Mostov v okrese Cheb. V letech 1960–1975 byly částí obce Odrava v okrese Cheb. Od 1. ledna 1976 do 23. listopadu 1990 byly částí obce Nebanice v okrese Cheb. Od 24. listopadu 1990 jsou opět částí obce Odrava v okrese Cheb.

## Galerie

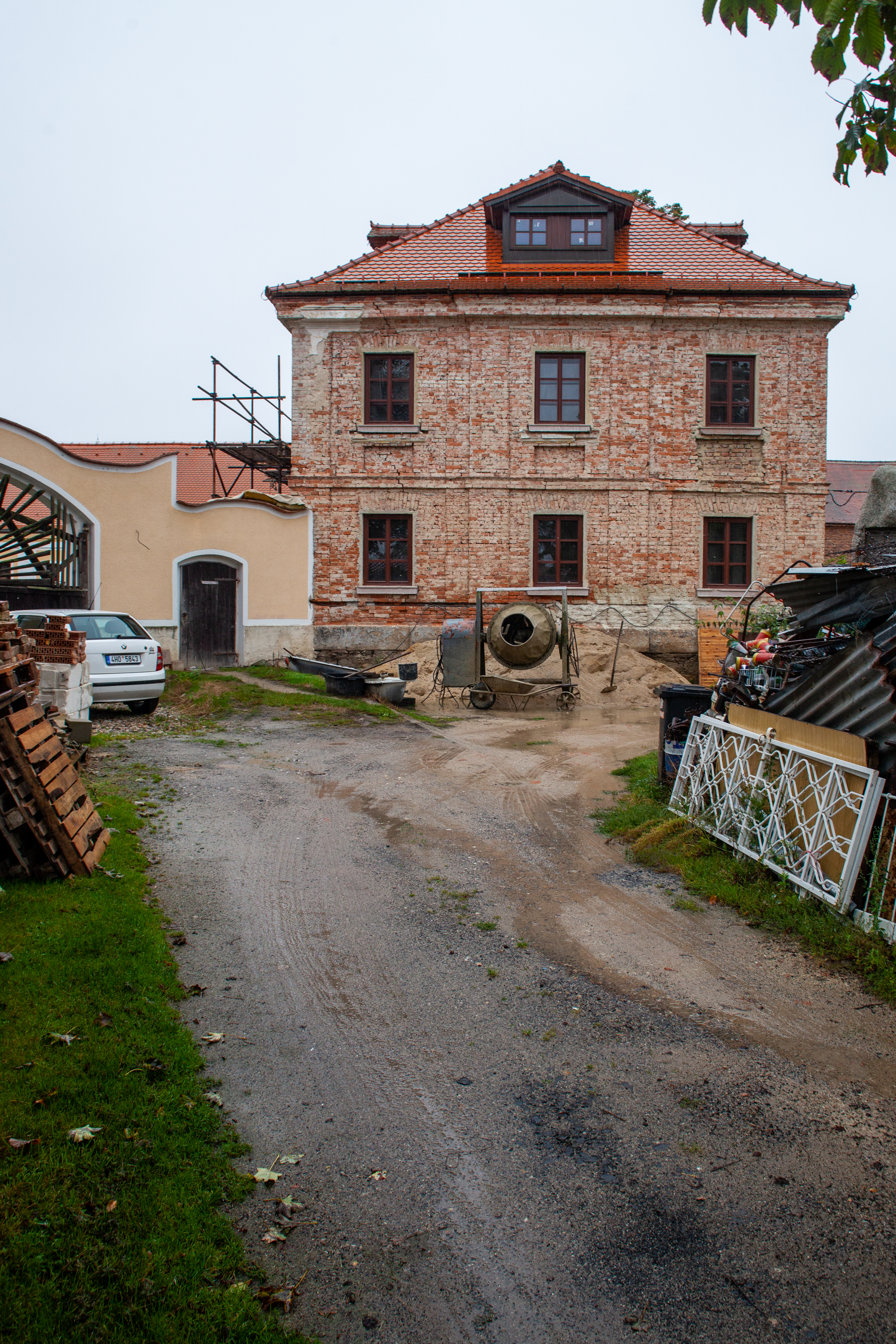
Dvůr
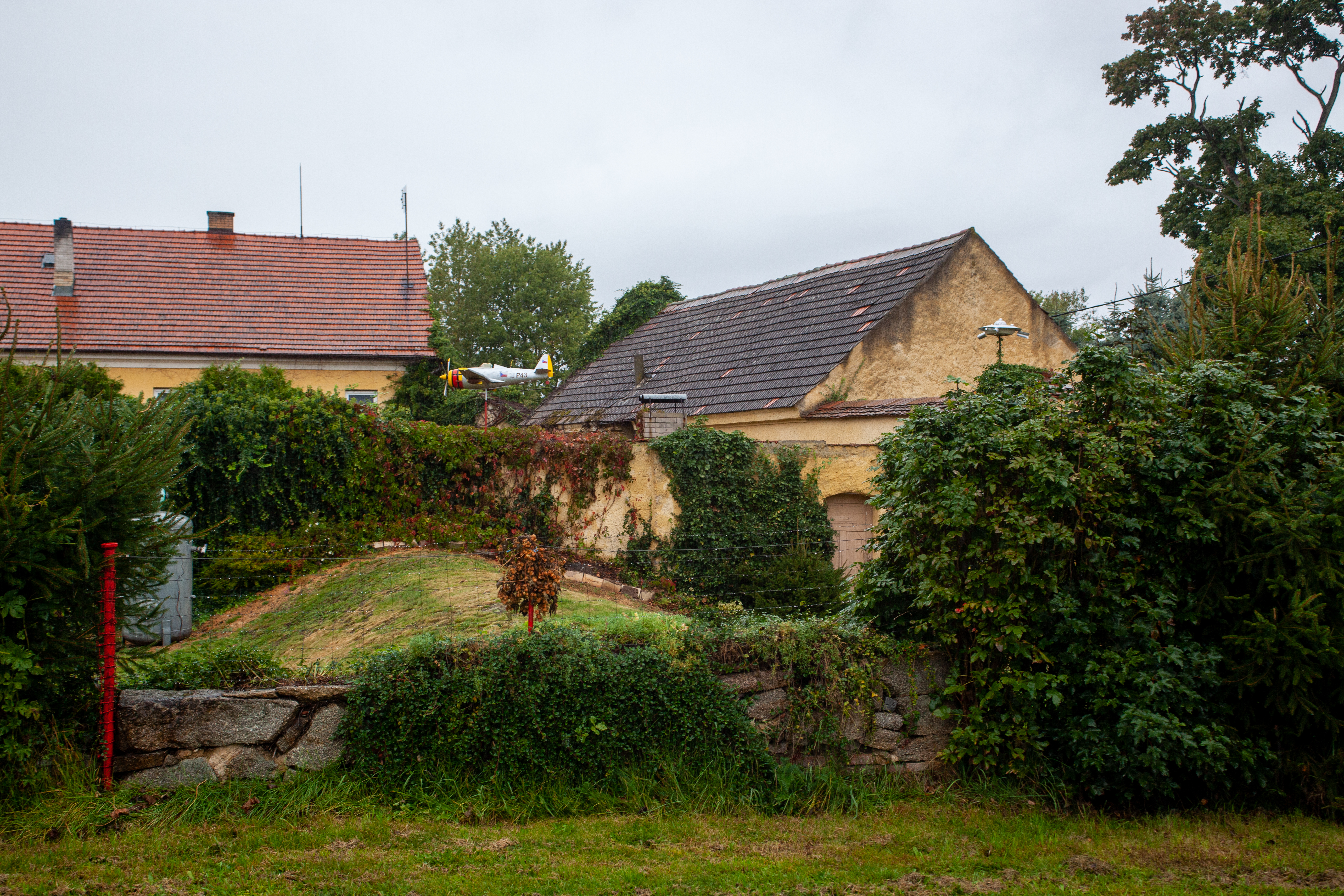
Dům
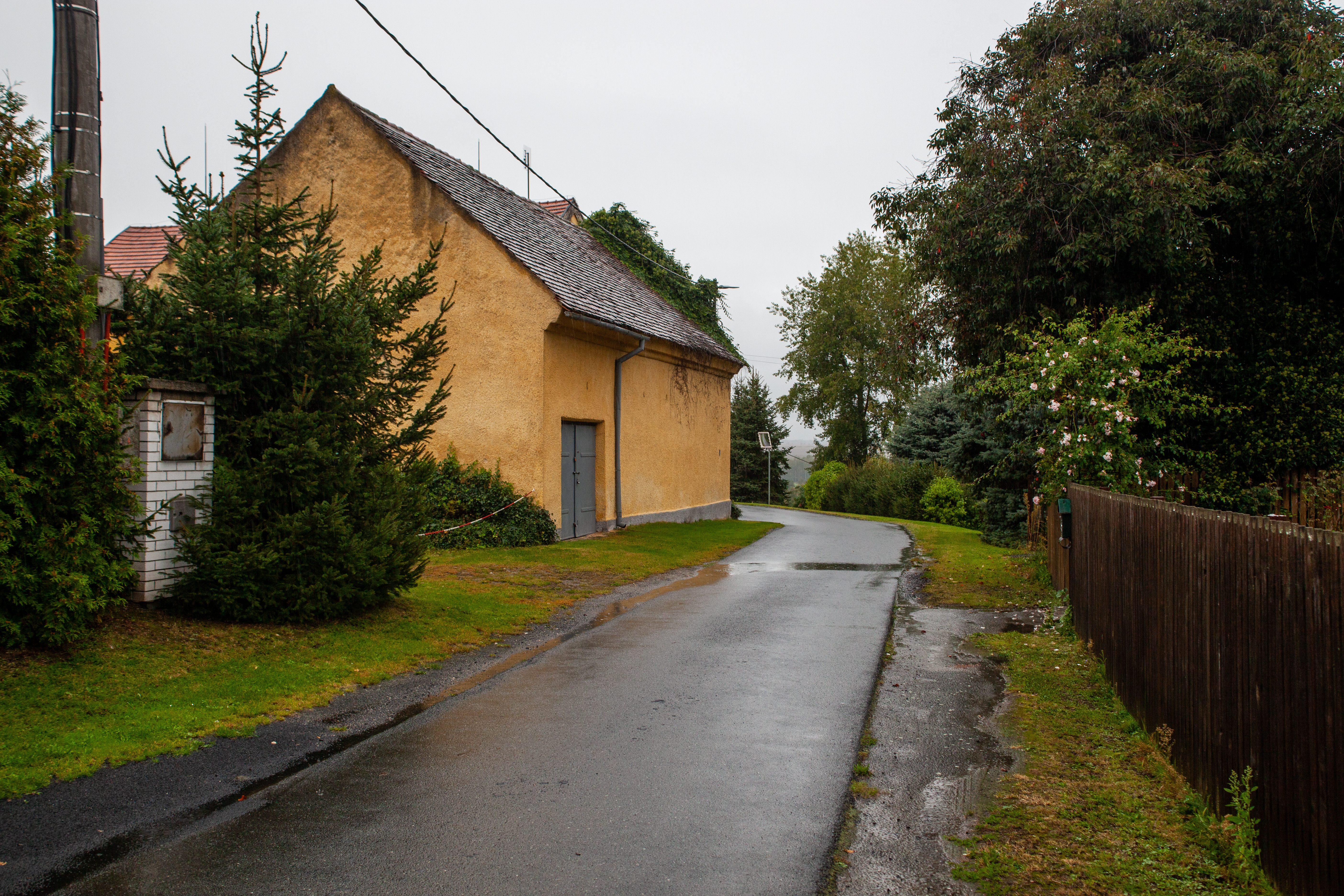
Silnice
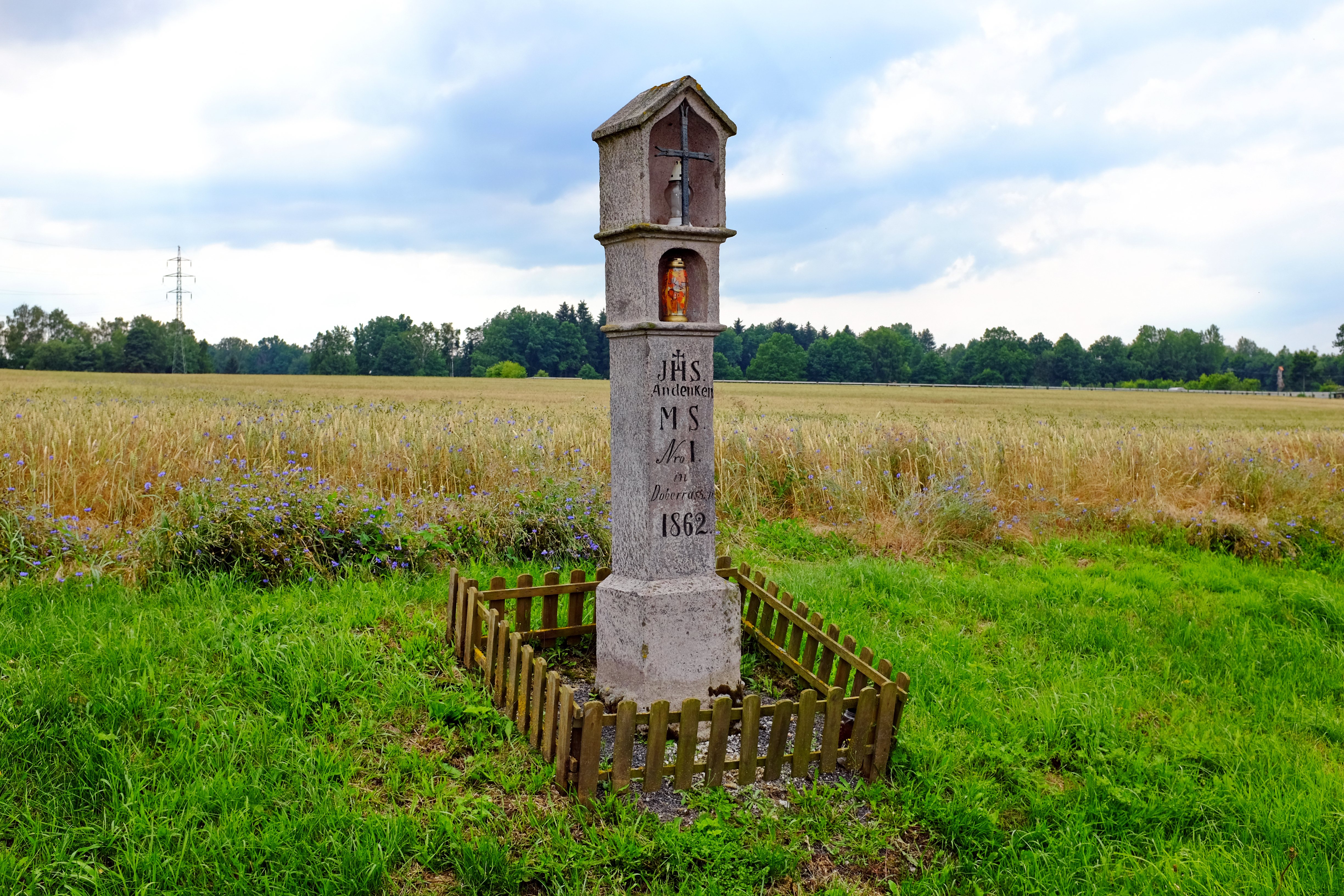
Boží muka